# Кипящая скала
«Кипящая скала» (англ. The Boiling Rock) — четырнадцатый и пятнадцатый эпизод третьего сезона американского мультсериала «Аватар: Легенда об Аанге».

## Сюжет

### Часть 1
Зуко поит друзей чаем, заваренным по рецепту своего дяди. Затем Сокка отводит его поговорить тет-а-тет и спрашивает, где держат военнопленных. Зуко сначала не хочет говорить, ибо Сокке это не понравится, но затем отвечает, что, скорее всего, они на Кипящей скале, и рассказывает, где она. Ночью Сокка хочет оставить команду, чтобы полететь в тюрьму и спасти отца. Зуко знал это и поджидал его. Он решил отправиться с ним, и они полетели на воздушном шаре. Утром Аанг, Катара и Тоф обнаружили их записку; Аватару поручено продолжать тренировки. Напарники общаются, летя на воздушном шаре, и больше узнают друг о друге. К ночи они добираются до Кипящей скалы, и их шар терпит крушение. Сокка топит нерабочий шар в кипящей воде, чтобы его никто не увидел. На следующий день они уже проникли в тюрьму под маскировкой стражи. Их вызвали во двор, ибо там произошла стычка. Один охранник хочет покарать заключённого Чит Сэнга, который ему не поклонился, когда тот проходил мимо. Пленник говорит ему заставить его это сделать, и тюремщик атакует огнём, чтобы спровоцировать Чит Сэнга использовать магию огня. Чит Сэнг переводит огонь на охранника, но он блокирует его, и Сокке приказывают отвести заключённого в ледяной карцер за использование огненной магии. Зуко общается с другими стражниками в столовой, расспрашивая, где держат военнопленных, а не обычных преступников.
В тюрьму прибывает Варден и отчитывает Чит Сэнга за его выходку. Зуко рассказывает Сокке, что в Кипящей скале нет военнопленных, и последний переживает из-за этого, но замечает во дворе Суюки. Он приходит к ней в форме стражника и хочет поцеловать, чтобы она его узнала, но Суюки толкает его, и шлем стражника падает с Сокки. Она всё-таки узнаёт его, и они целуются. К ним в камеру хочет войти надзирательница, но Зуко её не пускает и борется с ней. Когда Сокка выходит из камеры Суюки, охранница просит помочь ей арестовать предателя. Сокке приходится это сделать, чтобы не выдать себя, но он обещает помочь Зуко. Варден приходит к принцу-предателю в камеру и радуется особому гостю, который бросил его племянницу Мэй. Вскоре Сокка, Суюки и Зуко обсуждают план побега. Они хотят уплыть на ледяном карцере, используя его как лодку для переправы через кипящее озеро. Их подслушивает Чит Сэнг и требует взять его с собой, грозясь рассказать Вардену. Тогда они соглашаются. Нужно отвинтить карцер от тюремной стены, и Зуко с Чит Сэнгом инсценируют драку. Бывший принц применяет магию огня, и его ведут в карцер, где он исполняет задуманное. Когда Сокка приходит к нему, он прячется в карцере, видя приближение других стражников. Они обсуждают прибытие новеньких в тюрьму, в том числе и военнопленных, но Сокка решает не отменять план побега. Спустив карцер к воде, Зуко всё же предлагает ему остаться с надеждой на то, что среди новеньких будет его отец. Подумав, Сокка остаётся, и Зуко с Суюки не бросают его, а Чит Сэнг, взявший на побег своего лучшего друга и девушку, уплывает на карцере. Течение медленное, и к утру они проплывают лишь небольшое расстояние. Чит Сэнг отрывает часть железяки и хочет грести воду, но тут же обжигается кипятком и кричит. Их замечают и тянут якорем обратно к тюрьме. Прибывают новые заключённые, и последним из гондолы выходит Хакода, отец Сокки.

### Часть 2
Варден строит военнопленных и пытается унизить Хакоду на глазах Сокки, но Хакода ловким движением повалил его на землю. После сын приходит в его камеру, но отец сначала не узнаёт его в форме, как и Суюки, и тогда Сокка снимает свой шлем, чтобы отец узнал своего сына. Варден пытает Чит Сэнга, чтобы узнать, кто придумал план побега, но тот молчит. Хакода рассказывает сыну, что остальных оставили в тюрьме у национального дворца Огня, а его как лидера отправили сюда. Сокка и отец придумывают новый план побега. Затем первый идёт к Зуко, чтобы рассказать ему про план побега, но принца собираются забрать другие стражники. Сокка назначает Зуко встречу во дворе через час, и последнего отводят к Мэй. После пыток Чит Сэнг признаётся, что план придумал парень, переодетый стражником. Мэй ругает Зуко за то, что он бросил её через записку, и юноша пытается объяснить ей, что дело не в ней, а в нации Огня, однако она называет его предателем родины, с чем он не согласен. Сокка сообщает Суюки о том, что они сбегут на подъёмных гондолах. Когда он выходит из её камеры, его ведут к Вардену в строй с охранниками. Чит Сэнг сваливает вину на другого стражника, который обижал его, и последнего арестовывают. На допросе он пытается доказать Вардену, что не является предателем, и к ним приходит принцесса Азула и Тай Ли, и отвечает, что это правда, ведь она знакома с теми, кто на самом деле устроил всё это дело. Сокка говорит одному стражнику выпустить всех заключённых во двор, планируя устроить бунт, и шантажирует коллегу фальшивым приказом Вардена.
Во дворе Чит Сэнг снова просит сбегающих взять его с собой, и Сокка попросил его устроить бунт, с чем Чит Сэнг успешно справляется. К Мэй приходит охранник, которому поручено защищать племянницу начальника, но она в нём не нуждается. Зуко сбегает из той камеры, закрывая Мэй в ней. Они трогательно переглядываются, после чего парень бежит к друзьям. Суюки пробирается к Вардену, чтобы взять его в заложники, дабы стража не обрезала трос, когда они будут улетать на гондоле. Всё получается, и они пробираются к выходу. Группа садится в гондолу. Зуко запускает её и ломает рычаг, тем самым не позволяя страже остановить гондолу. Далее он прыгает на гондолу, и его ловит Сокка. Они замечают Азулу и Тай Ли. Последняя бежит по тросу, а Азула движется по нему с помощью наручников и огненной магии. Они настигают сбегающих, и Зуко с Соккой сражаются против Азулы, а Суюки — против Тай Ли. Варден освобождается и кричит подчинённым резать трос. Они делают это, и Азула с Тай Ли перепрыгивают на противоположную сторону движения. Однако является Мэй и останавливает стражников, режущих трос. Сбегающие замечают это, также как и Азула с Тай Ли. Группа оставляет Вардена в гондоле и находит воздушный шар Азулы, на котором собираются лететь в Западный храм воздуха. Азула общается с Мэй и хочет узнать причину её поступка; девушка говорит, что любит Зуко больше, чем боится принцессу. Азула собирается применить молнию, чтобы убить предательницу, но Тай Ли решает встать на сторону Мэй и использует свою технику блокировки ци, чтобы остановить принцессу, таким образом она также предала Азулу. Однако их хватают стражники, и Азула приказывает запереть бывших подруг. Сокка, Зуко, Суюки, Хакода и Чит Сэнг прибывают к команде Аватара. Катара очень рада возвращению отца, и их семейство обнимается.

## Отзывы

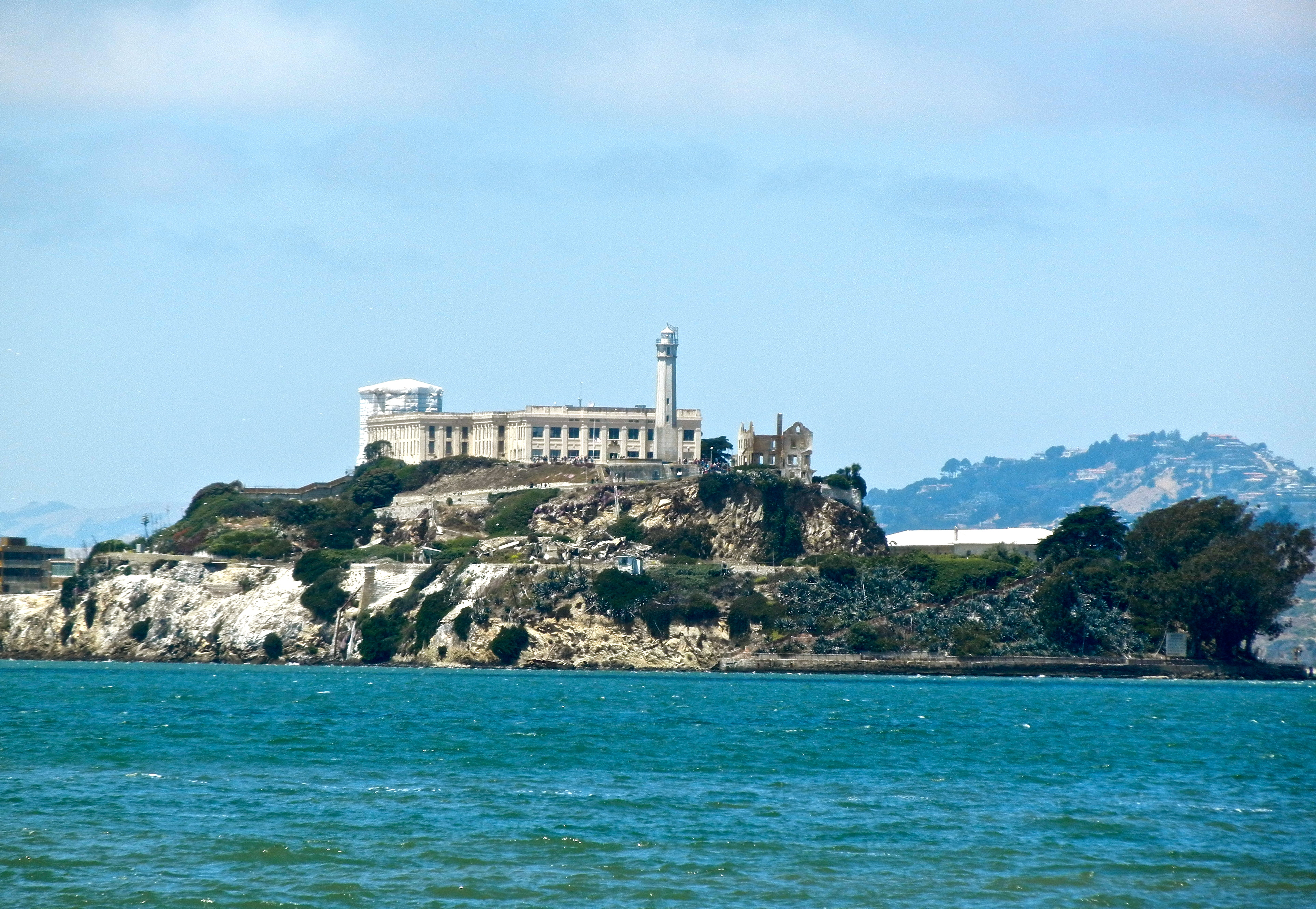
Кипящая скала создана по образу тюрьмы Алькатрас

Макс Николсон из IGN поставил эпизодам оценку 7,8 из 10 и написал, что «не совсем понимает, что происходит». Он понимает, что «сценаристы пытаются собрать команду для большой битвы», но «не уверен, что всё работает так, как они пытаются это осуществить». Критик добавил, что «в конце концов, мультсериал называется „Аватар“, а не шоу Зуко и Сокки». Однако «сказать, что это были плохие эпизоды», рецензент не мог. Он написал, что «для отдельного эпизода, наверняка филлера, история была достаточно сильной, чтобы держать его заинтересованным». Николсону понравилось предательство Мэй и её влияние на мнение Тай Ли. Всё это «напомнило ему фильм „Крепость“ с Кристофером Ламбертом».
Хайден Чайлдс из The A.V. Club написал, что «в сюжете есть пара оплошностей, но по большей части этот двухсерийный эпизод обладает» всем тем, что имеет «любой первоклассный фильм о побеге из тюрьмы». Рецензент продолжил, что «хотя эта глава — ещё одно одиночное приключение с Зуко, сварливый принц в основном выступает в роли помощника, в то время как Сокка отвечает за действия». Критика ввело в ступор то, что «Варден не предпринимает никаких попыток, чтобы узнать, почему принц-предатель Зуко, сын самого Озая, ворвался в тюрьму и замаскировался под охранника». Это «всегда на несколько минут выкидывает» Чайлдса из истории. Рецензенту также понравилась измена Мэй и её слова, повлиявшие на Тай Ли. Он особо отметил взгляд первой, когда вторая парализовала Азулу.
Дэвид Мелло из Screen Rant отметил, что Кипящая скала «создана по образцу реальной тюрьмы Алькатрас, одной из самых печально известных в мире». Журналист также написал, что в эпизодах есть отсылки к фильму «Большой побег».
Screen Rant также поставил вторую часть серии на 6 место в топе лучших эпизодов 3 сезона мультсериала по версии IMDb, а CBR дал ей 7 позицию в таком же списке. Кевин Таш из Collider включил серии в список «7 важнейших эпизодов» мультсериала.
Эпизоды собрали 3,97 миллиона зрителей у телеэкранов США.